# Jean Roba
Jean Roba es un creador de historietas nacido el 28 de julio de 1930 en Schaerbeek, en la región de Bruselas-capital, en Bélgica, y fallecido también en Bruselas el 14 de junio de 2006. Estuvo afiliado a la escuela de Marcinelle, y su obra más conocida es Boule et Bill (Bill y Bolita).

## Biografía

### Los comienzos
Antes de dedicarse a las historietas, ejerció otros artes y oficios, como por ejemplo el grabado, la imprenta, y a la edad de 16 años, la ilustración publicitaria. Igualmente incursionó en la decoración interior y en el diseño.
A partir de 1957, colaboró en el Journal de Spirou, particularmente con tres episodios de Les Belles Histoires de l'oncle Paul.

### Boule et Bill
Hacia el fin del año 1959, y con la participación de Maurice Rosy, creó Boule et Bill, las aventuras de un jovenzuelo y su perro. Jean Roba mucho apreciaba los cockers, y se inspiró en su propio perro para dibujar a Bill, y en su propio hijo para « bosquejar » a Boule. 
Esta serie primero apareció como un « mini-récit » titulado Boule et les mini-requins, suplemento en el journal de Spirou bajo la forma de un miniálbum que podía desprenderse de la revista. A partir de 1960, estos miniálbumes prosiguieron publicándose, allí presentando "historias breves" y "gags".
La serie Boule et Bill presenta los momentos de felicidad y dicha de una familia en cuyo seno la poesía se armoniza con el tren de vida cotidiano. Boule et Bill es ante todo una serie plena de frescura y de ternura.
Esta serie tuvo un gran suceso, y fue traducida a más de una veintena de lenguas, alcanzando a unos 25 000 000 lectores. En las escuelas primarias, varios son los libros escolares que en el marco de la educación nacional publican ejercicios educativos basados o vinculados con gags de Boule et Bill.

### Spirou et Fantasio
De 1958 a 1960, Jean Roba colaboró con André Franquin, diseñando la escenografía de tres episodios de Spirou et Fantasio, titulados Spirou et les hommes-bulles, Tembo Tabou, y Les petits formats.

### La Ribambelle
De  1962 a 1974, Roba se encargó de la animación de La Ribambelle durante ocho episodios. Esta serie cuenta las aventuras de seis muchachos : Phil, Grenadine, Dizzy, Archibald, Atchi, y Atcha, en los episodios :
- La Ribambelle gagne du terrain
- La Ribambelle en Écosse
- La Ribambelle s'envole
- La Ribambelle engage du monde
- La Ribambelle au bassin
- La Ribambelle aux Galopingos
- La Ribambelle enquête
- La Ribambelle contre-attaque

### Los últimos años
Al sufrir de artritis reumatoide en la mano, Jean Roba forzadamente tuvo que jubilarse en el año 2003, dejando que Boule et Bill continuara con la pluma de Laurent Verron, quien había sido su asistente entre 1986 y 1989.
Indudablemente fue muy solicitado y elogiado por sus talentos en cuanto al diseño, pero también por la originalidad de sus guiones rebosantes de humor y de simpatía.
Boule et Bill fue objeto en 1975 de una primera adaptación para dibujos animados en la televisión, y luego de una segunda adaptación difundida en Francia en TF1 al comienzo de los años 2000.
Este artista falleció a la edad de 75 años ; sus funerales tuvieron lugar el 21 de junio de 2006 en la Église Notre-Dame de Lourdes, en Jette, Región de Bruselas-Capital, Bélgica.

## Obras publicadas

### Álbumes
- Boule et Bill (guion y dibujo), Dupuis y luego Dargaud, 24 álbumes, 1962-1995.
- Spirou et Fantasio :

17. Spirou et les hommes-bulles (escenografía), con André Franquin (guion y dibujo), Dupuis, 1964.
24. Tembo Tabou (escenografía), con Michel Greg (guion) y André Franquin (dibujo), Dupuis, 1974.
- La Ribambelle (dibujo y a veces también guion), con Jidéhem (escenografía), Vicq, Maurice Tillieux, y Yvan Delporte (guionistas), Dupuis, 6 álbumes, 1965-1984.
- Participación en Les contes de Noël, colección Dupuis « Les Meilleurs Récits du Journal de Spirou », 1978.
- Participación en Il était une fois les Belges, Le Lombard, 1980.
- Participación en Arbre des deux printemps (dibujo), con Rudi Miel (guion), Le Lombard, colección « Signé », 1999.

### EnSpirou
- Ilustración de cuentos y de novela-folletines, 1957-1958.
- Tres diseños en Les Belles Histoires de l'oncle Paul, con Octave Joly (guionista), 1958.
- Alrededor de trescientas cubiertas, 1958-1959.
- Tiou le petit Sioux (guion y dibujo), 4 páginas, 1958.
- L’île au boumptéryx (guion y dibujo), con André Franquin, Jidéhem, y Marcel Denis (guion y dibujo), 1959.
- 978 gags en Une histoire à suivre (Globe-Trotters, 1981) y una mini-historia de Boule et Bill (guion y dibujo), 1959-1987. Se destacan también 26 ilustraciones del Avis de Bill, cuentos escritos por Yvan Delporte y Robert Casterman entre 1967 y 1977.
- Once historias de La Ribambelle (dibujos y a veces también guion), con Jidéhem (escenografía), Vicq, Maurice Tillieux, Yvan Delporte (guionistas), 1962-1976.
- Spirou et Fantasio : 
  - Les petits formats (escenografía), con Franquin (guion y dibujo), 1962-1963.
  - Tembo Tabou (escenografía), con Greg (guion) y Franquin (dibujo), 1971.
- Les frères Fratelli : Bandits d'honneur (dibujo), con Yvan Delporte (guion), 1965.
- Unlucky Luke Story (dibujo), con Maurice Tilleux (guion), dos páginas, 1967.
- Un sapin pour le petit Hans (guion y dibujo), cuatro páginas, 1969.
- Roba et son Bill (guion y dibujo), tres páginas, 1970.
- Tres guiones en Gaston Lagaffe para Franquin, 1971-1972.
- Pays à reconnaître (dibujo), con Brouyère (guion), dos páginas, 1972.
- Le Boumptéryx, doce páginas con el nombre colectivo de Ley Kip, 1973.
- La naissance d'un fantôme (guion y dibujo), cinco páginas, 1979.

### En otras revistas
- Les frères Fratelli, en Bonux Boy n° 7, 1960.
- 11 gags de Pomme, en Record, 1962-1965.
- Dos guiones de Idées noires, con André Franquin (dibujo), en Fluide glacial, 1979 y 1981.
- Varios gags de Boule et Bill publicados en Pif Gadget entre 1986 y 1992, y otros dos en Pilote en 1988.

## Recompensas y premios
Jean Roba recibió el 'Premio Albert-Uderzo' (en francés Prix Albert-Uderzo) en el año 2003, por el conjunto de su carrera (Sanglier d'or).